# Белушье
Белу́шье — деревня в Заполярном районе Ненецкого автономного округа России. Входит в состав Пешского сельсовета. Основана 9 августа 1939 года. Деревня находится в пограничной зоне.

## Этимология
Посёлок получил название потому, что именно через устье реки Пеша, возле которого он находится поселок, проходили пути миграции белух

## Население
| 2002 | 2010 |
| ---- | ---- |
| 87   | ↘50  |

Численность населения деревни, по данным Всероссийской переписи населения 2010 года, составляла 50 человек.

## Экономика
Основное занятие населения — рыболовство.

## Инфраструктура
Аэропорт, магазин, пекарня, ФАП, электростанция.

## Транспорт
Регулярные авиарейсы один раз в неделю, из Нарьян-Мара на самолете Ан-2 или на вертолете Ми-8. Грузы доставляются морем в период навигации из Архангельска.